# Мексикано-руандийские отношения
Мексикано-руандийские отношения — двусторонние дипломатические отношения между Мексикой и Руандой. Государства являются членами Организации Объединённых Наций.

## История

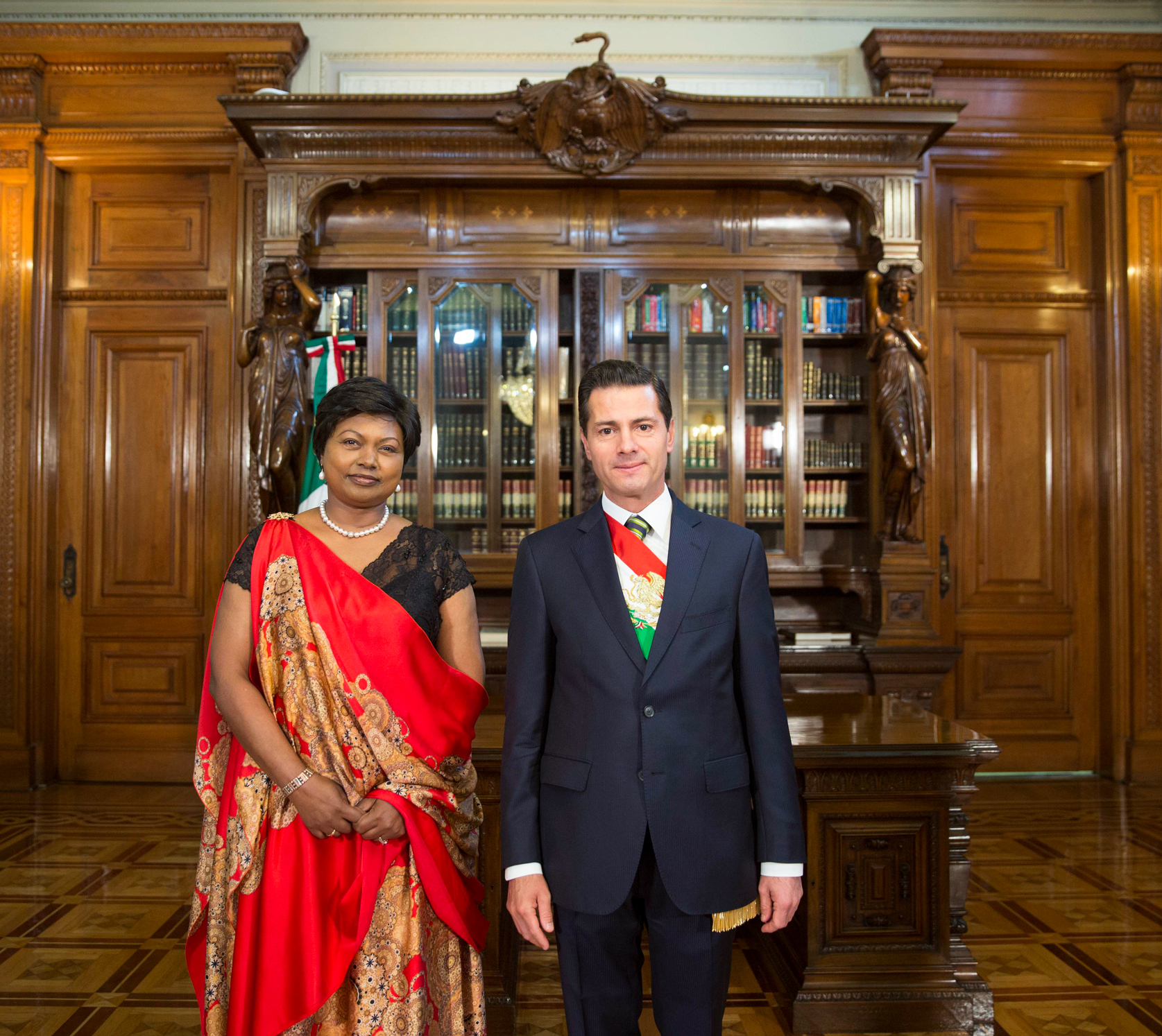
Посол-нерезидент Руанды Матильда Мукантабана с президентом Мексики Энрике Пенья Ньето в Мехико в октябре 2018 года.

21 января 1976 года государства установили официальные дипломатические отношения, которые развивались в основном в рамках многосторонних форумов.
В феврале 2010 года генеральный директор по Африке и Ближнему Востоку министерства иностранных дел Мексики Сара Вальдес Болано посетила Руанду для участия в первом совещании Консультативного механизма по вопросам, представляющим общий интерес для этих стран. В ноябре 2010 года правительство Руанды направило делегацию из четырёх человек для участия в Конференции Организации Объединённых Наций по изменению климата в Канкуне.
В марте 2013 года президент Руанды Поль Кагаме посетил Мексику для сопредседательства вместе с Карлосом Слимом на седьмом заседании Комиссии по широкополосной связи для цифрового развития Международного союза электросвязи, которое проходило в Мехико.
В апреле 2013 года посол Мексики в Кении Луис Хавьер Кампусано посетил Руанду, чтобы поддержать кандидатуру доктора Эрминио Бланко Мендосы на должность генерального директора Всемирной торговой организации. В апреле 2017 года Мексика открыла почётное консульство в Кигали.

## Двусторонние соглашения
Между государствами подписано несколько двусторонних соглашений, таких как: Меморандум о взаимопонимании по созданию механизма сотрудничества и консультаций (2007 год), Соглашение о механизме консультаций между Мексикой и Руандой и развитие инициатив сотрудничества в области науки и образования (2009 год), Меморандум о взаимопонимании по созданию механизма сотрудничества по вопросам, представляющим общий интерес (2010 год) и Соглашение об академическом и образовательном сотрудничестве между Национальным политехническим институтом и Кигалийским институтом науки и технологий Руанды.

## Дипломатические представительства
- Интересы Мексики в Руанде представлены через посольство в Найроби (Кения), а также имеется почетное консульство в Кигали[4].
- Интересы Руанды в Мексике представлены через посольство в Вашингтоне (США)[5].